# 木村智彦
木村 智彦 (きむら ともひこ、1947年6月1日 - ) は浪速高等学校・中学校(以下浪校)の現理事長である（2024年11月現在）。
住友金属工業の子会社元取締役。「関西公立校初の民間人校長」として大阪府立高津高等学校に赴任、後に辞任。
現在は浪速学院の理事長を務めている。
経営危機に陥っていた浪速学院を、マンモス校まで成長させた事で知られる。

## 概要
民間企業勤務を経て平成14年4月大阪府最初の民間人校長として4年間の公立高等学校校長を経験。
平成18年12月、学校法人大阪国学院理事長、平成19年4月、浪速中学校高等学校校長を兼務。
平成19年を「改革元年」を謳い、積極的に「学校改革」を推進。中期経営計画を立て年度単位に一つ一つ目標を達成。
就業規則を全面的に改定し年間変形労働制を導入。三六協定を結び、教職員の時間外手当を支給するシステムの構築。
併せ教職員の人材育成・評価システムを導入し頑張る教員への支援を行い、さらに教育環境の整備・充実を進めながら浪速教育の中味を改革した。また学校行事を全面的に見直し生徒のクラブ活動を積極的に支援。
平成23年4月には法人名を大阪国学院から創立時の浪速学院に戻した。そして、満を持して平成25年1月17日、新校舎建設に着手した。平成27年8月新校舎「中央館」竣工し、平成28年3月学院神社・正門・外構工事が完了した。　(浪校公式ホームページより引用)

## 功績

### 浪速の改革
在校生の減少により存続の危機を迎えていた浪速に木村智彦が平成18年に校長職・理事長職に就き平成19年より改革を進める。
令和五年には浪速高校の生徒数は改革当初の平成19年に比べ約二倍となる2903名となり、日本私立学校振興共済事業団からの融資を6年前倒しで繰り上げ返済した。令和6年現在浪校は無借金経営をしている。
改革の詳細は以下（下図は浪速高等学校・浪速中学校ホームページより引用）
| 計画一覧     | 詳細                                                   | 時期                    |
| ------------ | ------------------------------------------------------ | ----------------------- |
| 第一期計画   | 正門「改革の門」更新                                   | 平成19年8月             |
| 第二期計画   | 校外学習施設「多聞尚学館」                             | 平成21年4月             |
| 第三期計画   | 校外グラウンド「浪速ふくろうスタジアム」               | 平成22年6月             |
| 第四期計画   | 武道総合施設「浪速武道館」竣工                         | 平成23年3月             |
| 第五期計画   | クラブハウス棟（部室・教室・カフェテラス）             | 平成23年8月             |
| 第六期計画   | 多聞奨学館「千早清明寮」改修                           | 平成24年8月             |
| 第七期計画   | 校内グラウンド全面人工芝生化                           | 平成25年8月             |
| 第八期計画   | 新館 内部改修（中学校職員室・ボクシング道場）          | 平成26年3月             |
| 第九期計画   | 体育館 改修                                            | 平成26年3月             |
| 第十期計画   | 新校舎「東館」「天岩屋戸門」竣工                       | 平成26年3月             |
| 第十一期計画 | （旧）学院神社 撤去（岩手県大船渡市移設）、 遥拝所新設 | 平成26年3月             |
| 第十二期計画 | クラブハウス棟「体育教官室」                           | 平成26年3月             |
| 第十三期計画 | 外部テニスコート                                       | 平成26年3月             |
| 第十四期計画 | 多聞奨学館大改修（外装更新・防水対策）                 | 平成27年3月             |
| 第十五期計画 | 新校舎「中央館」竣工                                   | 平成27年9月             |
| 第十六期計画 | 「運動ジム」の設置 「吹奏楽室」「西館音楽教室」改修    | 平成27年9月 平成28年3月 |
| 第十七期計画 | 「第二ボクシング練習場」設置 「中学技術室」設置改修    | 平成28年3月             |
| 第十八期計画 | 西館外壁 改修                                          | 平成28年3月             |
| 第十九期計画 | 学院神社・正門・外構工事 竣工                          | 平成28年3月             |

木村智彦の旧ブログでは
「人件費が10年間、年間9億円～10億円にコントロールされていることであります。この10年間で学生生徒数は1200人から2400人に2倍になりました。少子化の逆風下で学生生徒数が2倍になったことだけでも驚異的なことですが、その間人件費が一定であることはそれにも増して驚異的なことであります。」
とあり経営能力の高さが見受けられる。

### 浪校100周年記念事業
2023年木村智彦は自身が理事長職を務める浪校が前身の旧制浪速中学校の創立から100周年となったことを記念して複数の記念行事・事業を展開した。
- 新中学校棟の建設
- 浪速100周年記念バッジ、ステッカーの配布
- 第一回浪速高等学校体育祭開催
- 「（株）浪速教育振興」を設立
- 学校週５日制の立案（後に施行）
- 「祈願の碑」の設置
- 記念集合写真の撮影
- 記念動画「good school NANIWA」「NANIWA NEXT　100」「夢の軌跡　～浪速100年のヒューマンヒストリー～」の計三本の公開

## 不祥事

### 大阪府立高津高等学校でのパワハラ疑惑
2006年3月23日大阪府立高津高等学校の教諭10名が職場で木村智彦(当時校長)に「教員を指導する際、机のカバーを鍵束でガンガンとたたき、ガラスを割った」「しっ責の際に筆立てを投げた」などの精神的暴力を受けたとして大阪弁護士会に人権救済を申し立てた。教諭の中にはストレス性疾患を発症して退職したり、鬱になったりした者もいるという。これを受け木村智彦は「学校が混乱することが考えられ、校長を続けるのは無理」として大阪府立高津高等学校の校長職を辞任した。この後2006年5月29日に行われた府議会の教育文化委員協議会に参考人として出席した木村智彦は府教委に「府教委は、教員らとの間に立って調整してくれず、結果的に教育行政に好ましくない形で混乱が起きた」と府教委側の対応を批判した。